# Curtis (Nebraska)
Curtis es una ciudad ubicada en el condado de Frontier en el estado estadounidense de Nebraska. En el Censo de 2010 tenía una población de 939 habitantes y una densidad poblacional de 302,12 personas por km².

## Geografía
Curtis se encuentra ubicada en las coordenadas 40°38′1″N 100°30′41″O / 40.63361, -100.51139. Según la Oficina del Censo de los Estados Unidos, Curtis tiene una superficie total de 3.11 km², de la cual 3.11 km² corresponden a tierra firme y (0%) 0 km² es agua.

## Demografía
Según el censo de 2010, había 939 personas residiendo en Curtis. La densidad de población era de 302,12 hab./km². De los 939 habitantes, Curtis estaba compuesto por el 97.66% blancos, el 0% eran afroamericanos, el 0.64% eran amerindios, el 0.21% eran asiáticos, el 0% eran isleños del Pacífico, el 0.53% eran de otras razas y el 0.96% pertenecían a dos o más razas. Del total de la población el 1.06% eran hispanos o latinos de cualquier raza.